# 유체동역학

전형적인 공기역학적 눈물방울 모양은 점성 매체가 왼쪽에서 오른쪽으로 지나간다고 가정할 때 압력 분포를 검은색 선의 굵기로 나타내고 경계층에서의 속도를 보라색 삼각형으로 나타낸다. 녹색 와류 발생기는 난류로의 전환을 촉진하고 뒤쪽의 고압 영역에서 흐름 분리라고도 하는 역류를 방지한다. 앞쪽 표면은 최대한 매끄러우며 심지어 상어 같은 피부를 사용하기도 한다. 여기의 난기류는 공기 흐름의 에너지를 증가시키기 때문이다. Kammback으로 알려진 오른쪽의 잘림 부분은 뒤쪽의 고압 영역에서 스포일러를 거쳐 수렴 부분으로 역류하는 것도 방지한다.

실린더를 지나 흐르는 튜브 내 유체의 애니메이션을 컴퓨터로 생성하여 폰 카르만 소용돌이 거리(von Kármán vortex street)라고 불리는 그 뒤의 흐름에서 일련의 소용돌이가 발산(Vortex shedding)하는 것을 보여준다. 흐름선(Streamlines, streaklines, and pathlines)은 유체 흐름의 방향을 나타내고 색상 그라데이션은 각 지점의 압력을 파란색에서 녹색, 노란색, 빨간색으로 표시하여 압력 증가를 나타낸다.

유체동역학(流體動力學, fluid dynamics)은 유체역학의 한 분야로 움직이는 유체(액체나 기체)를 다룬다. 유체 동역학 내에도 기체역학(움직이는 기체를 다룸), 수력학(이상 유체 유동을 다룸) 등의 세부 분야가 있다. 유체 동역학은 응용 범위가 매우 넓어서, 항공기에서의 힘 및 모멘트의 계산, 파이프 라인 내의 석유 유량 계산, 날씨 예측, 항성간 공간에 존재하는 성운의 이해 등에도 이용된다.
유체 동역학에는 실험적인 법칙이나 반실험적인 법칙까지도 포함되며, 유체 동역학을 이용함으로써 이러한 실용적 분야의 문제들을 해결할 수 있다. 유체 동역학은 일반적으로 유체의 속도, 압력, 밀도, 온도 등과 같은 유체의 여러 성질을 공간 및 시간의 함수로서 계산하는 문제를 다룬다.

## 주요 개념

#### 보존 법칙
유체 동역학에서 기본이 되는 공리는 질량 보존의 법칙, 운동량 보존의 법칙(뉴턴의 제2법칙), 에너지 보존의 법칙(열역학 제1법칙) 등의 보존 법칙이다. 이 법칙들의 기초가 되는 것은 고전역학이다.

#### 연속체 가정
유체는 연속체 가정을 만족한다고 가정할 수 있어야 한다. 사실 유체는 분자로 이루어져 있어서 분자끼리 서로 충돌하거나 고체인 물체와 충돌한다. 그러나 연속체 가정에서는 유체가 불연속적인 분자가 아닌 연속적인 것이라고 가정한다. 결과적으로 밀도, 압력, 온도, 속도 등의 성질들을 아무리 작은 점에서라도 정의할 수 있으며, 이러한 성질들은 한 지점에서 다른 지점으로 갈 때 연속적으로 변화한다고 가정한다. 유체가 불연속적인 분자로 되어 있다는 사실을 무시하는 것이다.

#### 전압력, 정압력 및 동압력
이 개념은 움직이는 유체를 다루는 유체 동역학에서 반드시 필요한 개념이다.
일반적으로 압력(pressure)이라 하면 정압력(static pressure)을 가리킨다. 정압력이란, 정지해 있는 유체가 가하는 압력을 말한다.
그러나 유체가 움직이는 경우, 그 움직이는 유체가 정지하는 지점에서는 유체의 운동에너지가 모두 압력 에너지로 전환되어, 그 지점에서의 압력은 정압력보다 더 높게 측정된다. 운동에너지가 압력에너지로 전환되는 만큼을 동압력(dynamic pressure)이라 하고, 정압력과 동압력의 합을 전압력(total pressure) 혹은 정체 압력(stagnation pressure)이라 한다.
전압력, 정압력 및 동압력 사이의 관계를 베르누이 방정식에서 확인할 수 있다.

#### 압축성 유동 대 비압축성 유동
실제로 모든 유체는 어느 정도는 압축성(compressible)이다. 압축성이라 함은, 압력이나 온도가 변하면 밀도가 변한다는 것을 의미한다. 그러나 많은 경우 압력이나 온도가 변할 때 밀도의 변화가 너무 작아 무시할 수 있는 경우가 있다. 이런 경우 유동은 비압축성(incompressible) 유동 방정식으로 묘사할 수 있다. 그렇지 않다면 더 일반적인 압축성 유동 방정식을 사용하여야 한다.
비압축성은 수학적으로 유체 다발이 유동장 내에서 움직일 때 그 밀도 {\displaystyle \rho }가 변하지 않음을 의미하는 다음과 같은 식으로 표현된다.
{\displaystyle {d\rho  \over dt}=0}
이 식을 사용하면 지배 방정식을 단순화할 수 있다.
기체 유동에서 압축성 식을 쓸지 비압축성 식을 쓸지는 유동의 마하 수로 결정한다. 엄밀한 기준은 아니지만, 마하 수가 약 0.3 미만일 때에는 압축성 효과를 무시할 수 있다. 액체에 대해서는 비압축성 가정이 유효한지는 유체의 성질(특히 유체의 임계 압력 및 임계 온도) 및 유동 조건(실제 유동 압력이 얼마나 임계 압력에 가까운가)에 따라 좌우된다.
음향학적인 문제에는 항상 압축성이 고려되어야 한다. 왜냐하면 음파란 매질 내에서 전파할 때 압력과 밀도가 변화하는 압축파이기 때문이다.

#### 점성 유동 대 비점성 유동
유동에서 유체의 마찰력이 가지는 효과를 무시할 수 없다면 이는 점성(viscous) 유동이 된다. 어떤 유동이 점성 유동인지 아닌지는 레이놀즈 수를 사용하여 판단할 수 있다.
관성력에 비하여 점성 효과가 매우 작아서 무시할 수 있는 경우, 이 유동은 비점성(invisid) 유동으로 가정할 수 있다. 비점성 유동을 묘사하는 방정식이 오일러 방정식이다. 오일러 방정식을 유선(streamline)을 따라 적분하면 베르누이 방정식이 나온다. 유동이 비회전(irrotational), 비점성이면 유동장 전체에 대해 베르누이 방정식을 쓸 수 있다. 이러한 유동을 퍼텐셜 유동이라고 한다.

#### 정상 유동 대 비정상 유동
주어진 유동장이 시간에 대한 변화가 없으면 이 유동을 정상(steady) 유동이라 하며, 그렇지 않은 경우를 비정상(unsteady) 유동이라 한다. 주어진 유동이 정상이냐 비정상이냐 하는 것은 관측계(frame of reference)에 따라 달라질 수 있다.
시간에 따라 주기적인 성질을 가진 유동은, 엄밀히 말하면 비정상 유동이지만, 정상 유동 문제를 푸는 것과 같은 기법으로 풀 수 있다.

#### 층류 유동 대 난류 유동
난류(turbulent) 유동이란 재순환(recirculation) 유동, 에디(eddy), 임의성(randomness)에 의해 지배되는 유동이다. 난류성을 보이지 않는 유동을 층류(laminar) 유동이라 한다. 그러나 에디나 재순환이 있다고 해서 반드시 난류 유동인 것은 아니고, 이러한 현상은 층류 유동에서도 나타날 수 있다.
난류 유동은 나비에-스토크스 방정식을 따르는 것으로 여겨지고 있다. 비압축성 나비에-스토크스 방정식을 이용한 직접 수치 모사법(Direct Numerical Simulation; DNS)을 사용하면 중간 정도의 레이놀즈 수에 해당하는 난류 유동을 모사하는 것이 가능한데, 그 모사 결과는 시험 데이터와 일치한다.
그러나 관심의 대상이 되는 대부분의 유동은 레이놀즈 수가 너무 높아 DNS를 사용할 수가 없다. 예를 들어 에어버스의 A300이나 보잉의 747의 날개 유동은 4천만 정도이다.
이러한 실질적인 문제를 풀기 위해서는 난류 모델의 도입이 필수적이다.

#### 뉴턴 유체 및 비뉴턴 유체
뉴턴은 물이나 공기 등 많은 유체에 대하여 변형률과 전단 응력이 선형적인 관계가 있음을 밝혔다. 이러한 유체를 '뉴턴(Newtonian) 유체'라 하며, 변형률과 전단 응력 사이의 계수가 바로 점성이다. 이 점성은 유체에 따라 다르다.
그러나 어떤 유체는 응력과 변형률의 관계가 선형적이지 않고 더 복잡하며, 이러한 유체를 '비뉴턴(non-Newtonian) 유체'라 한다.

## 주요 방정식
- 이상 기체 상태 방정식
- 베르누이 방정식
- 오일러 방정식
- 나비에-스토크스 방정식